# Roger Garland
Roger T. Garland (geboren im Februar 1933 in Dublin) ist ein früherer irischer Politiker und Gründer der Ecology Party of Ireland. Von 1989 bis 1992 war er Teachta Dála (Abgeordneter) im Dáil Éireann, dem Unterhaus des irischen Parlaments (Oireachtas).

## Leben
Im Dezember 1981 war er Gründungsmitglied der Ecology Party of Ireland, aus der später die Irische Grüne Partei hervorging. 1984 kandidierte Garland erfolglos im Wahlbezirk Dublin für das Europäische Parlament. Sowohl bei den Wahlen im November 1982 als auch 1987 versuchte er – ebenso ohne Erfolg – für den Wahlkreis Dublin South in das Parlament einzuziehen. Bei den Wahlen 1989 gelang es ihm dann aber, einen Sitz im Dáil zu erringen. Diesen Sitz verlor er bei den Wahlen 1992 wieder.
1994 gründete er die Initiative Keep Ireland Open, um die Landschaft Irlands für Wanderer offenzuhalten. Eine Kontroverse löste er im selben Jahr aus, als er einen unabhängigen Kandidaten bei den Europawahlen und nicht die Kandidatin der Grünen unterstützte. 
2007 gehörte er zu den deutlichen Kritikern an der Koalition der Grünen mit der Fianna Fáil. 